# Make Love
Make Love è un singolo del rapper statunitensi Gucci Mane e della rapper trinidadiana Nicki Minaj, pubblicato il 24 febbraio 2017 come primo estratto dall'undicesimo album in studio di Gucci Mane Mr. Davis.

## Pubblicazione
Il brano ha segnato la prima collaborazione tra i rapper dopo sette anni, dopo aver avuto uno scontro sul social Twitter nel 2013. Il 23 febbraio 2017 Mane ha annunciato l'imminente pubblicazione, quella sera stessa, della "canzone più dura dell'anno".

## Descrizione
Il verso della Minaj è stato ritenuto da molti critici una risposta diretta al dissing in Sheter e Money Shower di Remy Ma.

## Video musicale
Il video musicale, diretto da Eif Rivera, è stato pubblicato il 27 marzo 2017.

## Classifiche
| Classifica (2017) | Posizione massima |
| ----------------- | ----------------- |
| Stati Uniti       | 78                |